# Ammogarypus
Ammogarypus es un género de pseudoescorpiones de la familia de los Garypidae. 

## Distribución
Las especies de este género se encuentran en el África austral.

## Especies
Según Pseudoscorpions of the World 1.2:
- Ammogarypus kalaharicus Beier, 1964
- Ammogarypus lawrencei Beier, 1962
- Ammogarypus minor Beier, 1973

## Publicación original
- Beier, 1962 : Pseudoscorpioniden aus der Namib-Wüste. Annals of the Transvaal Museum, vol. 24, p. 223-230.